# Joseph Warren
Joseph Warren (Roxbury, 11 giugno 1741 – Bunker Hill, 17 giugno 1775) è stato un medico e patriota statunitense.

## Biografia
Di professione medico, Joseph Warren esercitò la sua professione a Boston, nel bel mezzo dei fermenti rivoluzionari e patriottici contro i soprusi e la politica fiscale dell'Inghilterra, che animavano quel periodo turbolento. Dopo il Massacro di Boston, avvenuto il 5 marzo 1770, Warren venne scelto per commemorare il secondo, e successivamente il quinto, anniversario di questa data, considerata ancora oggi il prodromo della Rivoluzione Americana, malgrado tutte le intimidazioni subite. 
Fervente e sincero patriota, il medico americano entrò successivamente nel Comitato di corrispondenza, in seno al quale, il 4 settembre 1774, a Milton, formulò le cosiddette Suffolk Resolves (in inglese: Risoluzioni di Suffolk), con le quali i coloni americani rivendicavano il diritto di opporsi ai soprusi inglesi e chiedevano la convocazione di un Congresso Continentale formato dai rappresentanti di tutte e tredici le colonie.
Presidente del Consiglio provinciale di Watertown, Joseph Warren partecipò attivamente, il 19 aprile 1775, alla Battaglia di Lexington, dove la milizia coloniale del Massachusetts si scontrò con le milizie inglesi, obbligandole a ritirarsi a Boston. Per via del suo coraggio e dell'ardore in battaglia, Warren venne nominato, il 14 giugno, maggiore generale della milizia del Massachusetts, dopo aver rifiutato la carica di generale medico. In quel periodo i rivoluzionari americani stavano assediando Boston, riuscendo a fortificare due colline adiacenti alla città, Bunker Hill e Breeds Hill, dalle quali potevano tenere sotto pressione l'esercito inglese. Il 17 giugno 1775 i regolari inglesi tentarono di rompere l'accerchiamento, lanciandosi all'assalto delle due postazioni fortificate, da dove riuscirono a scacciare i difensori, a costo però di terribili perdite, il doppio degli Americani. Tra questi figurava lo stesso Warren, ucciso durante il combattimento sul punto più esposto della battaglia, a soli 34 anni. 
Per il suo coraggio, il suo fervore patriottico e la morte eroica in battaglia, Joseph Warren viene ancora oggi considerato dagli Statunitensi uno dei padri della patria americana.  
Fece parte della Massoneria.